# Télévisator 2
 (octobre 2019).
Si vous disposez d'ouvrages ou d'articles de référence ou si vous connaissez des sites web de qualité traitant du thème abordé ici, merci de compléter l'article en donnant les références utiles à sa vérifiabilité et en les liant à la section « Notes et références ».
Télévisator 2 est une émission française de télévision pour la jeunesse diffusée sur France 2 du 17 mars 1993 au 27 août 1994. Produite par Patrice Drevet, elle était animée par Cyril Drevet et une présentatrice : successivement Céline Dubois puis, Charlotte Chaulet et enfin, au cours de ses six derniers mois d'existence Ness. La présentation est faite essentiellement sur fond vert avec images de jeux vidéo incrustées. L'émission est régulièrement diffusée le mercredi matin mais prend ses quartiers d'été uniquement le samedi matin pour les vacances d'été 1993 et 1994. Le samedi 27 août, Cyril Drevet annonce que c'est la 76ème et dernière émission.

## Histoire
Animée par Cyril Drevet et Céline Dubois le mercredi matin, elle mettait en avant les jeux vidéo en alternant tests, astuces, et dessins animés. L'émission a diffusé entre autres les adaptations en dessins animés de Super Mario Bros. et The Legend of Zelda. L'émission avait été conçue par l'équipe du magazine de jeux vidéo Player One. Après un démarrage assez lent, l'émission prend un rythme de croisière et dépasse même parfois en audience le Club Dorothée. Cependant, Patricia Chalon, nouvelle directrice des programmes jeunesse de France 2 mènera à l'arrêt de l'émission à la fin de l'été 1994, remplacée par Chalu Maureen présenté par Maureen Dor, Charly et Lulu.

## Présentation
Télévisator 2 était animé par Cyril Drevet et Céline Dubois. Quand Céline Dubois est remerciée par France 2 quelques mois après son lancement, elle est remplacée d'abord par Charlotte Chaulet, puis par Ness jusqu'à son arrêt.

## Programmes diffusés

### Film
- Albator 84 : L'Atlantis de ma jeunesse

### Dessins animés
- Beetlejuice
- Les Motards de l'espace (Biker Mice from Mars)
- Les Enfants du Mondial
- Manu
- Family Dog
- James Bond Junior
- Super Mario Bros.
- Retour vers le Futur
- The Legend of Zelda
- Les Tiny Toons

### Rubriques
- Musique (rubrique assurée par Olivier Richard)
- Cinéma (rubrique assurée par Olivier Richard)
- Tests (rubrique assurée par Matt Murdock)
- Preview (rubrique assurée par Matt Murdock)

### Articles Connexes
- France 2
- Player One